# نحلات شيفع
نحلات شيفع (נחלת שבעה) حي قديم في وسط مدينة القدس، بني عام 1869 في إطار عملية "خروج المستوطنة اليهودية من أسوار" البلدة القديمة، وكان الحي الثالث الذي تأسس في هذا الإطار بعد مشكنوت شعاننيم ومخنيه إسرائيل. بعد الانتهاء من أعمال الترميم في فبراير 1989، بات الحي أحد مراكز الترفيه في المدينة وفي شوارع الحي الضيقة تجد المطاعم والعديد من الحانات والمقاهي.
تأسس الحي بمبادرة من سبعة شباب من يهود القدس، أفراد عائلات في المستوطنة اليهودية في البلدة القديمة، والذين كانوا يتطلعون إلى تحقيق الاستيطان في أرض فلسطين: يوسف ريفلين، يوئيل موشيه سالومون ، يهوشوا يلين، ميخال هكوهين، بنيامين سلانت (ابن الحاخام شموئيل سالانت، الذي كان الحاخام الأشكناز في القدس)، حاييم هاليفي وأرييه (ليف) هورويتز. وقد شجع السبعة نجاح المحاولتين الاستيطانيتين السابقتين خارج الأسوار.
يخبر عجنون في كتابه أول من أمس عن الحي "لم تكن هذه البيوت السبعة بالرائعة ولا الأنيقة، ولكن لها فضل عظيم في توسعة حدود القدس ولها امتياز تعزيز الاستيطان حيث لم يكن اليهود معتادين على الخروج من باب المدينة إلا أثناء الفصح، حيث اعتادوا الطواف حول سور المدينة، عندما تم بناء نحلات شيفع بدأوا يخرجون في الأيام الأخرى ليطلبوا من إخوتهم مستوطنو نحلات شيفع".
ورغم أن مثل هذه الاستيطانات كانت لا تزال تعتبر خطرة وغير مرغوبة، فقد تم اختيار موقع الحي من أجل زيادة الشعور بالأمن، بالقرب من المجمع الروسي الذي تم بناؤه قبل بضع سنوات على الطريق الرئيسي من القدس إلى يافا، في شارع يافا الحالي. وبلغت المساحة التي تم شراؤها للحي 24000 ذراع مربع (حوالي ستة دونمات)، وكانت محدودة بين طريق يافا ومقبرة ماميلا.
كان إنشاء الحي جزءًا من عملية الخروج من الأسوار، والتي تضمنت إنشاء حيين يهوديين قبل إنشاء هذا الحي مشكنوت شعاننيم ومخنيه إسرائيل. وبصرف النظر عن الرؤية الصهيونية المتمثلة في تعزيز الاستيطان اليهودي، فإن عملية الخروج من الأسوار كانت مدفوعة بالحاجة إلى تعزيز الأمن في الأحياء الواقعة خارج الأسوار وتدهور ظروف الصرف الصحي داخل البلدة القديمة. وجاءت مبادرة إنشاء الحي بعد انتشار وباء الكوليرا في البلدة القديمة والذي أصاب المجتمع اليهودي أيضًا. الفرق بين مبادرة إقامة هذا الحي وبين الحيين اللذين سبقاها عند الخروج من الأسوار، هو أن الحي أقيم بمبادرة من مستوطنة يهود القدس القديمة فقط، دون مساعدة خارجية.
لم يكن شراء الأرض لبناء الحي عام 1866 بالأمر الهين. فمعظم يهود القدس كانوا من مواطني دول أوروبية مختلفة، ولم يُلغ القانون العثماني الذي يحظر على الأجانب شراء الأراضي وبناء المساكن إلا في عام 1867. ولذلك، أُسندت مهمة الشراء إلى إستير زوجة ليب هوروفيتس، المولود في البلاد ويحمل الجنسية العثمانية. فقامت بالتفاوض مع السلطات، معلنة أن الأرض مخصصة "لحقل لزرع القمح"، وتم تسجيل الحقل باسمها. ووفقاً لتقاليد عائلة حرلاف، رفضت العائلة المشاركة في عملية الشراء لأن الأرض كانت "وادياً"، ولا يجوز بيعها وفقاً لقوانين الأراضي العثمانية.

أصل عبارة "نخلة شيفع" هو من كلام مدراش من كتب التثنية (18: 2)، وهي تخليد ذكرى مؤسسي الحي السبعة.

## تطوير الحي
في عام 1869، انضم شيفع إلى الشركة مع "بنكاس ياسيد" - وهو نظام تفصيلي حدد ترتيبات البناء والتمويل للحي (لاحقًا، كان هذا الشكل من التأسيس بمثابة نموذج لإنشاء أحياء إضافية خارج الأسوار). وفقًا للنظام الفرعي، تم تقسيم الأرض المشتراة إلى سبعة أشرطة متساوية الطول، وكان من المخطط بناء الحي على مراحل - في كل مرحلة منزلين لعضوين، وسيتم تحديد ترتيبهما بالقرعة. كان يوسف ريفلين أول من بنى منزله في الحي، على طريق يافا (حيث يقع مبنى مكاتب بيت يوئيل اليوم). في النهاية، لم يتم بناء المنازل وفقًا للخطة، ولم يسكنها جميعها بناة أو تم إسكانها في وقت متأخر جدًا.
في عام 1870، بنى يوئيل موشيه سالومون وحاييم هاليفي كوفنر منازلهم في الحي ونقل سالومون مطبعته هناك. في ذلك العام، تم إنشاء مدرسة دينية في الحي أيضًا.
في عام 1872، ناشد يوسف ريفلين يهود البلدة القديمة الاستيطان في الحي، ومن أجل المساعدة في ذلك جمع الأموال من أعيان اليهود والكنائس والمؤسسات. استجابت عشرات العائلات لدعوته بما في ذلك العائلات السفاردية، وبحلول عام 1875 كان هناك بالفعل 50 شقة في الحي، بالإضافة إلى المعابد اليهودية والمؤسسات العامة. كان القرب من شارع يافا الرئيسي سبباً في مساعدة سكان الحي مالياً، ومكنهم من كسب لقمة العيش من خلال بيع المنتجات والأطعمة والخدمات للمارة، متجاوزين بذلك الأنظمة العثمانية التي منعت إقامة الأعمال التجارية في الحي.
في ثمانينيات القرن التاسع عشر، وربما في عام 1883، عاش في الحي أول مجموعة هاجرت إلى فلسطين من أوروبا بدوافع صهيونية، وهي حركة بيلو.
في نهاية القرن التاسع عشر، عاش في حي نحلات شيفا العديد من يهود بخارى البارزين، الذين أسسوا المؤسسات في الحي. ومن أشهرهم: أبراهام بروخوف، وشمعون حاخام، ومردخاي تيلاوف، ورافائيل سيدوف وغيرهم.
وفقاً لتعداد يهود فلسطين لعام 1918 الذي أجرته المنظمة الصهيونية العالمية، كان هناك بالفعل 861 شخصاً يعيشون في الحي في 253 أسرة. وقد أحصى التعداد السكاني أفراد الطوائف والمهن المختلفة في الحي حسب عدد السكان وعدد الأسر. وكان السكان في الحي متنوعين من حيث أعراق سكانه، وكانت هناك أغلبية بارزة من الأسر التي تعتاش من التجارة أو الحرف (باستثناء أولئك الذين لم يدرج موظفو التعداد مصدر رزقهم). وخلال هذه الفترة، تحولت المنازل المواجهة لشارع يافا إلى محلات تجارية، كما كان هناك العديد من الورش والمطابع في الحي.
كان الحي يفتقر إلى بنية تحتية مخططة أو مخطط معماري محدد يميز بقية الأحياء الجديدة التي بنيت في المدينة، وتطورت وفقًا لاحتياجات وإمكانات سكانها. كانت المنازل من طابقين، في كل طابق شقة واحدة، وكان الدرج المؤدي إلى الطابق العلوي خارجيًا. وحُفرت خزانات مياه في ساحات المنازل. وكانت المنازل متصلة بشبكة كثيفة من الأزقة الضيقة وغير المخططة، بالكاد تكفي لمرور شخص أو حيوان. كان أسلوب المباني والأزقة يذكرنا كثيرًا بأسلوب البلدة القديمة. وقد شكلت هذه الخاصية عائقًا أمام استمرار تطورها، ولكن لاحقًا، بعد الصيانة والترميم، أصبحت إحدى سمات الحي.